# Europees consortium voor onderzoeksjournalistiek
Het Europese consortium voor onderzoeksjournalistiek (Engels: European Investigative Collaborations, EIC) is een netwerk voor internationale onderzoeksjournalistiek. Het netwerk werd in het najaar van 2015 opgericht door onder meer Der Spiegel, El Mundo, Mediapart, het Roemeense Centrum voor onderzoeksjournalistiek CRJI en Le Soir. Nadien traden nog verschillende nieuwsmedia toe tot de groep, in België en Nederland De Standaard, Le Soir en NRC Handelsblad. 
Publicaties gingen in de winter van 2016 van start, en resulteerden in spraakmakende reportages over de aanslagen in Parijs in november 2015, Football Leaks (2016), de Malta Files (2017) en Congo Hold-up (2021). 

## Leden
In mei 2019 waren bij het netwerk aangesloten: 
- Der Spiegel (Duitsland; oprichter)
- De Standaard (België)
- Expresso (Portugal)
- infoLibre (Spanje)
- Le Soir (België; oprichter)
- L'Espresso (Italië; oprichter)
- Mediapart (Frankrijk; oprichter)
- Nacional (Kroatië)
- NRC (Nederland)
- Politiken (Denemarken; oprichters)
- Radio Télévision Suisse (Zwitserland)
- Tribune de Genève (Zwitserland)
- Verdens Gang (Noorwegen)
- de Zwarte Zee (Roemenië; oprichter)

Stichtende leden die zijn uitgetreden: 
- El Mundo (Spanje)
- Falter (Oostenrijk)
- Newsweek Serbia (Servië)